# Leporillus
Leporillus är ett släkte av gnagare som ingår i familjen råttdjur.

## Utseende
Dessa råttdjur når en kroppslängd (huvud och bål) av 140 till 200 mm. Svansen är hos Leporillus apicalis längre än övriga kropp och blir ibland 250 mm lång. Hos större kvistboråtta är den alltid kortare än kroppen. Den yviga pälsen har på ovansidan en gråbrun till gulbrun färg och undersidan är ljusgrå till vitaktig. Öronen är större än hos närbesläktade råttdjur. När svansen är gömd kan arterna misstolkas som kaniner.

## Ekologi
Medlemmarna av släktet förekommer i Australien. De vistas i torra buskskogar och mindre ansamlingar av träd. Individerna bygger bon av kvistar som har en höjd mellan några centimeter och 1,5 meter. I områden som är fattig på växtlighet använder de bon som skapades av andra djur. Olika delar av boet fodras med mjuka växtdelar. Antagligen äter de uteslutande vegetabiliska ämnen.
Honor föder en eller två ungar efter cirka 44 dagar dräktighet. Ungarna blir efter cirka 240 dagar könsmogna.

## Hot och status
Arterna hade ursprungligen ett stort utbredningsområde i Australiens torra regioner. På grund av introducerade konkurrenter som kaniner och får minskade beståndet betydligt. Leporillus apicalis är kanske utdöd men listas än så länge som akut hotad (CR). Större kvistboråtta förekommer i olika skyddsområden och listas som sårbar (VU) efter att populationens tillbakagång stoppades.

## Taxonomi
Arter enligt Catalogue of Life och Wilson & Reeder (2005):
- Leporillus apicalis
- Större kvistboråtta (Leporillus conditor)